# Nguyễn Hữu Thọ
Nguyễn Hữu Thọ (10 de julio de 1910 - 24 de diciembre de 1996) fue un revolucionario vietnamita y presidente del Consejo Consultivo del Frente de Liberación Nacional de Vietnam del Sur desde el 6 de junio de 1969 hasta el 2 de julio de 1976, y presidente de la Asamblea Nacional de Vietnam desde el 4 de julio de 1981 al 18 de junio de 1987.

## Actividad política
Nguyễn Hữu Thọ inició su carrera política en 1949, cuando participó en puestos destacados en las protestas contra la ocupación francesa de Indochina y las patrullas de buques de guerra estadounidenses frente a las costas de Vietnam del Sur. Por estas actividades fue detenido y cumplió entre 1950 y 1952 una pena de prisión. Durante este tiempo ganó una gran reputación entre la población debido a su prolongada huelga de hambre contra la guerra de Indochina.

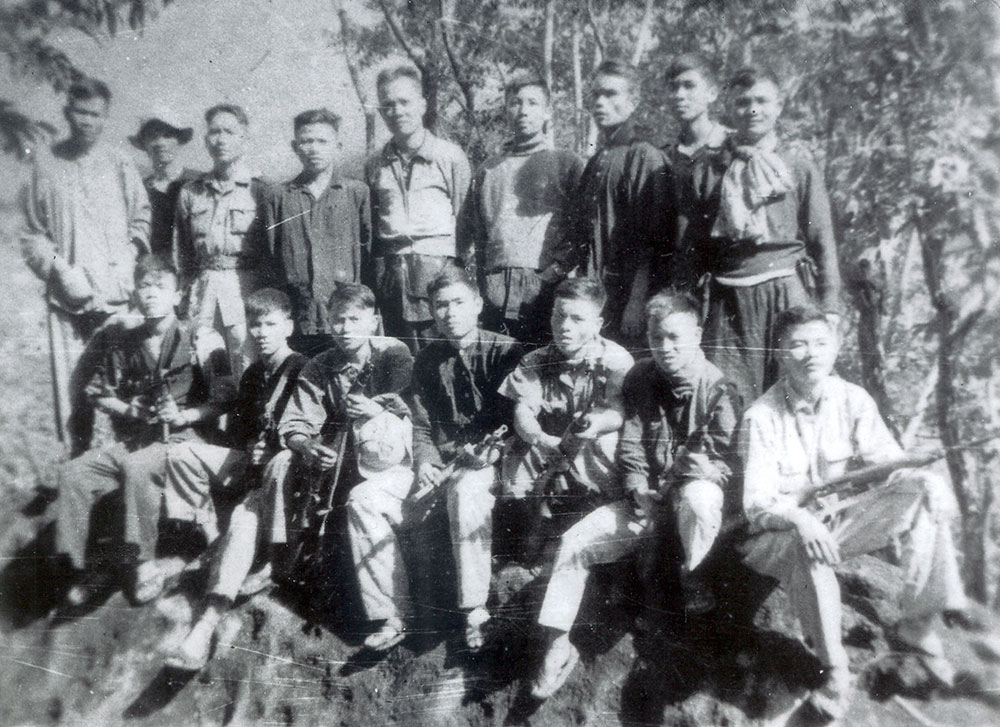
Nguyễn Hữu Thọ y las guerrillas de la provincia de Phú Yên antes de la formación del Viet Cong.

Después de la partición de Vietnam en dos estados en 1954, permaneció en su tierra natal en Vietnam del Sur y posteriormente cooperó con el gobierno del presidente Ngô Đình Diệm hasta que volvería a ser arrestado. Con la excepción de un breve descanso, estuvo desde 1954, principalmente en prisiones de Vietnam del Sur. Se fugaria en 1961. Después de fugarse, fue primero presidente interino y luego presidente del Frente Nacional para la Liberación de Vietnam del Sur, que fue cofundado por él el 20 de diciembre de 1960. Con este movimiento de liberación llevó a cabo exitosas protestas contra el gobierno de Vietnam del Sur.
Durante la Guerra de Vietnam, el NLF fundó el Gobierno Revolucionario Provisional de Vietnam del Sur en junio de 1969, en el que Huỳnh Tấn Phát se convirtió en presidente y él mismo se convirtió en presidente del Consejo Consultivo. Después de la conquista de Saigón por parte de las fuerzas norvietnamitas y el Viet Cong en abril de 1975, se convirtió en jefe de Estado de Vietnam del Sur.
Después de la reunificación y la fundación de la República Socialista de Vietnam el 2 de julio de 1976, fue uno de los dos vicepresidentes del país. Al mismo tiempo, fue el primer alcalde de la ciudad de Ho Chi Minh. Después de la muerte de Tôn Đức Thắng el 30 de marzo de 1980, asumió la Presidencia de Vietnam de forma interina y ocupó ese cargo hasta el 4 de julio de 1981.
Luego se desempeñó como vicepresidente del Consejo de Estado de 1981 a 1992, Trường Chinh y Võ Chí Công. Al mismo tiempo, de 1981 a 1987 fue presidente de la Asamblea Nacional.
Entre 1988 y 1994, fue presidente del Frente de la Patria Vietnamita, una organización paraguas que integraba a diversas organizaciones de masas en el país.
Nguyen murió el 24 de diciembre de 1996 en Ciudad Ho Chi Minh, a la edad de 86 años.